# 小林法子
小林 法子（こばやし のりこ、1944年11月15日 - ）は、千葉県千葉市出身の日本の女子プロゴルファー。元日本女子プロゴルフ協会 (JLPGA) 副会長。

## 経歴
千葉市立加曽利中学校卒業。千葉市内のゴルフ練習場に事務員として勤務し、その後ゴルフを始める。
1968年に初出場するも1972年まで優勝なし。
1973年、日本女子オープンゴルフ選手権競技で通算3オーバーと2位の山崎小夜子に2打差をつけて初優勝を公式戦で飾った。賞金ランク5位。1974年 、優勝はなく賞金ランク8位。
1975年は産報チャンピオンズで中村悦子、樋口久子、清元登子と自身初のプレーオフに挑むも中村に敗れ2位タイ。優勝はなく賞金ランク7位。
1976年は美津濃ゴルフトーナメント、日本女子プロゴルフ愛媛マッチと初めて1年で2度の優勝を経験。賞金ランクは自己最高の2位。
1977年は東北クイーンズ準備競技で岡本綾子、森口祐子とのプレーオフで岡本に敗れたが、北陸クイーンズゴルフカップで優勝。ミヤギテレビ杯女子オープンゴルフトーナメントでホールインワン達成。賞金ランク6位。
1978年、広島女子オープンゴルフでは通算3アンダー、2位・吉川なよ子に2打差で優勝。山陽クイーンズゴルフトーナメントでは清元とのプレーオフを制し優勝。賞金ランク6位。
1979年は美津濃ゴルフトーナメントで通算3アンダー、2位・樋口に1打差で同大会2度目の優勝。賞金ランク14位。1980年から1982年は優勝がなかった。
1983年は那須小川レディスプロゴルフトーナメントで通算6アンダー、2位・今堀りつに5打差で優勝。賞金ランク9位と5年ぶりの一桁。1984年から1986年は優勝なし。
1987年は那須小川レディスで通算1アンダー、2位・岡田美智子に2打差で同大会2度目の優勝。42歳はJLPGA最年長優勝記録 (当時) 。日本女子オープンでは通算1アンダーで並んだ吉川とのプレーオフに敗れた。賞金ランク15位で、獲得賞金1,972万円余は自己最高。1988年以降は優勝なし。
2008年にはJLPGA副会長に就任し、3年間小林浩美会長を補佐した。
2018年に日本プロゴルフ殿堂からレジェンド部門で顕彰された。

## 人物・逸話
- 選手のみならず役員としても競技運営委員会初代委員長、トーナメント・プレーヤーズ・ディビジョン初代部門長、副会長を歴任した[1]。

## 表彰
- 日本プロスポーツ功労賞 (1985年、2008年、2010年)